# 僕の部屋へおいでよ
『僕の部屋へおいでよ』（ぼくのへやへおいでよ）は、斉藤倫による日本の漫画作品。
『Cookie』（集英社）にて2010年4月号から2011年4月号まで全11話連載された。単行本は全2巻。

## あらすじ
両親が海外赴任し一人暮らしをすることになった、少し天然の女子高生・京はある日、倒れていた男・鳴沢を助ける。お人よしで人より少し変わっている京は、住むところをなくした彼に、京がこっそり育てていた野良猫の世話をするという条件で、空いている部屋を提供することになる。

## 登場人物
十勝 京（とかち みやこ）
高校2年生。天然で将来のことは何も考えていないふわふわとした女の子。両親が海外赴任することになり、一人暮らしをすることになる。祖母と暮らしていた頃に、あまりに何も出来ない京のために料理を教えてくれたため、田舎の「おふくろの味」のような料理だけは得意。木から道に落ちた毛虫や、バッタ、チョウなど、どんな生き物でも助ける。
河原でこっそり野良猫を育てていたところ、空腹で倒れていた鳴沢を助け部屋に連れ帰る。猫を助けてくれた士朗にほのかに好意を抱くようになる。
鳴沢 士朗（なるさわ しろう）
空腹で倒れていたところを京に助けられる。一人暮らしの部屋に連れ帰るなど後先顧みない京の行動に呆れるが、家賃滞納でアパートを追い出され、猫の里親が見つかるまでという条件で空いている部屋を借りることに。
N大学獣医学科の学生。手術を見る度に貧血になるため、獣医に向いていないと色々な人に言われる。
一郎（いちろう）・二郎（じろう）・三郎（さぶろう）
京が拾った野良猫。士朗と合わせて「1, 2, 3, 4」となるが、三郎はメス。
鈴木 綺更（すずき きさら）
士朗と同じ研究室出身の先輩。研修医。

## 書誌情報
- 斉藤倫 『僕の部屋へおいでよ』 集英社〈Cookieマーガレットコミックス〉 全2巻
  1. 2010年10月25日発売、ISBN 978-4-08-846589-0
  2. 2011年07月25日発売、ISBN 978-4-08-846681-1、「大きな蜜柑の木の下で」「僕の家においでよ」（描き下ろし）収録